# 江苏省天一中学
31°35′40″N 120°21′36″E / 31.59449°N 120.36007°E
江苏省天一中学，于1946年由钟英，王仲青等地方贤达创办，原址为无锡县西漳天一村，原名天上市第一中学。学校分为高中部，少年部和国际部。学校入选江苏省四星级高中，江苏省高品质示范高中建设立项学校。学校连续5年成为北京大学“中学校长实名推荐”学校、清华大学“领军计划”学校,还是加拿大多伦多大学“绿色通道”学校等。

## 学校历史
- 1946年，由钟英，王仲青等地方贤达创办。仅借10余间楼房作为校舍。
- 1948年，教育厅批准筹设，更名为“无锡私立天一初级中学”
- 1952年，开设初一1个班，初二2个班，初三1个班，师生总人数超过400人，学生人数激增。同年苏南行署文教处颁发命令（署教中字第205号文件），由政府接办“私立无锡天一初级中学”，改为公办学校，更名为“无锡县天一初级中学”。[2]
- 2005年，全部迁入东亭校区。
- 2019年，宿舍楼改造，宿舍新增淋浴间。